# Хуан Арбос
Хуан Арбос (ісп. Juan Arbós, 12 листопада 1952) — іспанський хокеїст на траві.
Срібний призер Олімпійських Ігор 1980 року.